# Stefan Kießling
Stefan Kießling (Lichtenfels, 25 januari 1984) is een Duits voormalig betaald voetballer die doorgaans als aanvaller speelde. Hij verruilde FC Nürnberg in juli 2006 voor Bayer 04 Leverkusen, waar hij in 2018 zijn profcarrière afsloot. Kießling debuteerde in 2007 in het Duits voetbalelftal.

## Clubcarrière
Kießling speelt sinds het seizoen 2006-2007 voor Bayer 04 Leverkusen, waar hij in juli 2013 zijn contract verlengde tot aan de zomer van 2017. In 2007 debuteerde hij als Duits international.
Kießling werd als jeugdspeler bij Eintracht Bamberg opgepikt door FC Nürnberg. Daarvoor debuteerde hij in het seizoen 2002-2003 in de hoofdmacht. Hij speelde in 2005-2006 vijftien interlands voor de nationale selectie tot 21 jaar en scoorde daarin vier goals.

## Cluboverzicht
| Seizoen | Club                | Competitie    | Wedstrijden | Doelpunten |
| ------- | ------------------- | ------------- | ----------- | ---------- |
| 2002/03 | 1. FC Nürnberg      | Bundesliga    | 1           | 0          |
| 2003/04 | 1. FC Nürnberg      | 2. Bundesliga | 14          | 2          |
| 2004/05 | 1. FC Nürnberg      | Bundesliga    | 27          | 3          |
| 2005/06 | 1. FC Nürnberg      | Bundesliga    | 31          | 10         |
| 2006/07 | Bayer 04 Leverkusen | Bundesliga    | 32          | 8          |
| 2007/08 | Bayer 04 Leverkusen | Bundesliga    | 31          | 9          |
| 2008/09 | Bayer 04 Leverkusen | Bundesliga    | 34          | 12         |
| 2009/10 | Bayer 04 Leverkusen | Bundesliga    | 33          | 21         |
| 2010/11 | Bayer 04 Leverkusen | Bundesliga    | 22          | 7          |
| 2011/12 | Bayer 04 Leverkusen | Bundesliga    | 34          | 16         |
| 2012/13 | Bayer 04 Leverkusen | Bundesliga    | 34          | 25         |
| 2013/14 | Bayer 04 Leverkusen | Bundesliga    | 32          | 15         |
| 2014/15 | Bayer 04 Leverkusen | Bundesliga    | 34          | 9          |
| 2015/16 | Bayer 04 Leverkusen | Bundesliga    | 30          | 5          |
| 2016/17 | Bayer 04 Leverkusen | Bundesliga    | 20          | 4          |
| 2017/18 | Bayer 04 Leverkusen | Bundesliga    | 8           | 0          |
| Totaal  | Totaal              | Totaal        | 417         | 146        |

## Interlandcarrière
Op 28 maart 2007 speelde Kießling tegen Denemarken zijn eerste interland voor het Duits voetbalelftal. Met een handvol optredens in de nationale ploeg achter zijn naam, nam bondscoach Joachim Löw Kießling mee naar het WK 2010. Daarop maakte hij zijn eerste speelminuten in de met 4-1 gewonnen achtste finale tegen Engeland, toen hij in de 83e minuut Mesut Özil verving.

## Erelijst
| Kampioen 2. Bundesliga | 1x | 2003/04 |